# Landesliga Niederrhein
De Landesliga Niederrhein is vanaf het seizoen 2012/13 de op een na hoogste amateurdivisie van de voetbalbond van Niederrhein en is samen met andere liga's op dit moment terug te vinden op het 6e niveau van het Duitse voetbalsysteem.

## Geschiedenis
De Landesliga is opgericht in 1947 en was destijds het hoogste amateurniveau van de voetbalbond van Niederrhein. Door verschillende hervormingen en de invoering van verschillende nieuwe competities was de Landesliga vanaf 2008 het 7e niveau van het Duitse voetbalsysteem. Door de opheffing van de NRW-Liga in 2012 vormt de liga op dit moment het 6e niveau.

## Opzet
De Landesliga Niederrhein bestaat uit twee, geografisch ingedeelde, poules (staffels) die elk bestaan uit 18 clubs.
De kampioenen en de nummers twee van de poules promoveren naar de Oberliga Niederrhein, behalve als er al een team van dezelfde vereniging in die klasse speelt. Ook kan de kampioen afzien van promotie. In beide gevallen komt de dan bestgeklasseerde vereniging in aanmerking voor promotie. De vier laagstgeklasserde clubs van beide poules degraderen naar een van de Bezirksliga's in Niederrhein.
Door het, vanwege de coronapandemie, afbreken van het seizoen 2019/20 promoveerden alleen teams en degradeerde niemand. Hierdoor kwam het aantal teams in seizoen 2020/21 op 43 teams. Het Fussballverband Niederrhein besloot vervolgens om de Landesliga 2020/21 in drie groepen te spelen.
Staffel 1:
VSF Amern ·
SSV Bergisch Born ·
FC Kosova Düsseldorf ·
TuRU Düsseldorf ·
VfB 03 Hilden II ·
SC Kapellen-Erft · 
SC Victoria Mennrath ·
SC Union Nettetal ·
DJK Neuss-Gnadental ·
FC Remscheid ·
DV Solingen ·
TSV Solingen ·
1. Spvg. Solingen-Wald 03 ·
ASV Einigkeit Süchteln ·
SG Unterrath ·
SC Velbert ·
TVD Velbert ·
1. FC Wülfrath

Staffel 2:
Rhenania Bottrop ·
VfB Bottrop ·
SV Budberg ·
SG Essen-Schönebeck ·
SV Viktoria Goch ·
Sportfreunde Hamborn 07 ·
DJK/SF Katernberg ·
FC Kray ·
1. FC Lintfort · 
DJK Blau-Weiß Mintard ·
GSV Moers ·
Mülheimer FC 97 ·
Sportfreunde Niederwenigern ·
ESC Rellinghausen 06 ·
SV Scherpenberg ·
VfB Speldorf ·
SC Werden-Heidhausen ·
PSV Wesel-Lackhausen
Baden ·
Bayern ·
Berlin ·
Bremen ·
Brandenburg ·
Hamburg ·
Verbandsliga Hessen ·
Mecklenburg-Vorpommern ·
Niederrhein ·
Niedersachsen ·
Mittelrhein ·
Rheinlandliga ·
Saarlandliga ·
Sachsen ·
Sachsen-Anhalt ·
Schleswig-Holstein ·
Südwest ·
Südbaden ·
Thüringen ·
Westfalen ·
Württemberg